# Паранормальне явище 4
Паранормальне явище 4 (англ. Paranormal Activity 4) — американський фільм жахів 2012 року, зрежисований Еріелем Шульманом і Генрі Джустом, що також були режисерами Паранормального явища 3. У фільмі присутня Кеті Фезерстон, що знімалася в першому фільмі та була камео у двох інших. Вийшов у прокат 17 жовтня 2012 у Великій Британії, 18 жовтня у Сполучених Штатах та Україні. Це четвертий фільм у серії, сиквел до Паранормального явища 2, події відбуваються два роки по тому. Паранормальне явище 5 вийде у жовтні 2014 року.

## Сюжет
Дівчинка-підліток Алекс живе зі своїми батьками, у неї є бойфренд, з яким вона зустрічається та спілкується по Інтернету. Сім'я живе звичайним життям доти, поки сусідка, потрапивши в лікарню, не просить батьків Алекс доглянути за своїм сином Роббі. З моменту його появи, в будинку розпочинають відбуватися дивні речі, але її помічають тільки діти й підлітки. Дорослі не вірять доти, допоки події розпочинають виходити з-під контролю.